# Turdus plebejus
Turdus plebejus е вид птица от семейство Turdidae.

## Разпространение
Видът е разпространен в Гватемала, Коста Рика, Мексико, Никарагуа, Панама, Салвадор и Хондурас.